# قطعنامه ۸۷۷ شورای امنیت
قطعنامه ۸۷۷ شورای امنیت سازمان ملل متحد که در تاریخ ۲۱ اکتبر ۱۹۹۳ تصویب شد، سندی بین‌المللی دربارهٔ یوگسلاوی سابق است. این قطعنامه طی نشست ۳۲۹۶ام با ۱۵ رای موافق، ۰ مخالف و ۰ ممتنع تصویب شد.